# Ewa Sikorska (chemik)
Ewa Maria Sikorska – polska chemik, profesor nauk rolniczych.

## Życiorys
W 1990 r. ukończyła studia chemiczne na Uniwersytecie im. Adama Mickiewicza w Poznaniu, w 1999 r. obroniła pracę doktorską pt. Fotofizyczne właściwości alloksazyny i jej wybranych metylowych oraz cyjanowych pochodnych, której promotorem była prof. Anna Kozioł, w 2009 r. habilitowała się na podstawie pracy zatytułowanej Metody fluorescencyjne w badaniach żywności. W 2021 r. uzyskała tytuł profesora nauk rolniczych.
Została zatrudniona na Uniwersytecie Ekonomicznym w Poznaniu, oraz jest przewodniczącym i członkiem Komisji Nauk Towaroznawczych - Nauk o Jakości na Oddziale Polskiej Akademii Nauk w Poznaniu.